# Friedrich Paulus
Friedrich Wilhelm Ernst Paulus (Breitenau-Gershagen, 23 de setembro de 1890 – Dresden, 1.º de fevereiro de 1957) foi um oficial da Wehrmacht de 1910 a 1943, alcançando o posto de marechal de campo (Generalfeldmarschall) durante a Segunda Guerra Mundial.
Estudou no Wilhelms-Gimnasium, de Kassel, e em 1909 conquistou seu bacharelato. Fez tentativas de seguir a Carreira Naval, porém não foi aceito; provavelmente por sua origem modesta. Ingressou a seguir na Philipps-Universitat de Marburg, com a opção de advocacia, no entanto sua vocação o conduziria à carreira militar.
Militar de carreira, fez parte da elite de generais alemães durante a Segunda Guerra Mundial. Tornou-se conhecido por comandar na frente oriental o 6º Exército Alemão, principal unidade alemã engajada na Batalha de Stalingrado. Após terríveis perdas em combate e sucessivos erros de estratégia impostos pelas intervenções pessoais de Adolf Hitler nas decisões de comando, Paulus se rendeu em 31 de janeiro de 1943 com cerca de 200 mil homens, famintos e enregelados, perante o cerco empreendido de forma esmagadora pelo Exército Vermelho, dando fim àquela decisiva batalha, que selou o destino da Frente Oriental na Segunda Guerra Mundial.

## Carreira militar
Em 18 de fevereiro de 1910, finalmente conseguiu ingressar como cadete no 111.º Regimento de Infantaria Marquês Ludwig Wilhelm.
Quando estourou a Primeira Guerra Mundial (1914–18), o então tenente Paulus era ajudante do 38.º Batalhão do Regimento de Infantaria Marquês Ludwig Wilhelm, de Baden. Em 1915, foi destinado ao 2.º Regimento de Caçadores; considerado como oficial superior do regimento. Em 1918, foi condecorado com a Cruz de Ferro de Segunda e Primeira Classe, sendo promovido a Capitão.

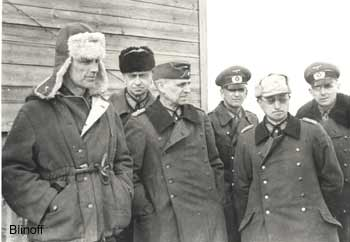
Marechal Friedrich Paulus (centro) e seus oficiais após a rendição em Stalingrado.

No outono de 1931 foi designado para Berlim. No ministério da Reichswehr, foi professor de tática e história militar. Entre seus discípulos, encontravam-se oficiais do Exército Vermelho, que estavam realizando intercâmbio, muitos dos quais expressavam desejo de contar com Paulus como chefe de Instrução no Exército Vermelho.
No final do verão de 1940, em plena guerra, Paulus foi nomeado chefe de operações do Estado-Maior-Geral. Como chefe de operações recebeu seu grande desafio -missão de importância fundamental: estruturar o plano de invasão da Rússia.
Em 5 de janeiro de 1942, Paulus foi reconhecido como comandante-chefe do 6º Exército, pertencente ao Grupo de Exércitos Sul. Em seguida, viria Stalingrado e o desastre. A batalha pela posse da cidade do Volga, de importância decisiva no destino da Segunda Guerra Mundial. Após o aniquilamento de suas tropas na cruel Batalha de Stalingrado e com chances de destruição total, o Marechal se rendeu. Quebrando desta forma uma tradição de nunca um Marechal alemão ter se rendido ao inimigo.
Posteriormente, entre 1943 e 1945, se juntou ao Comitê Nacional por uma Alemanha Livre (na União Soviética), para se opor aos nazistas.

## Julgamento
Em 11 de fevereiro de 1946, o marechal foi arrolado, pelo acusador soviético Roman Rudenko, como uma das principais testemunhas de acusação sobre o ataque a Rússia.
Durante o Julgamento de Nuremberg, em um destes depoimentos, um jornalista lhe perguntou sobre os prisioneiros de Stalingrado. Disse-lhe para informar às esposas e mães de que seus maridos e filhos estavam bem, embora soubesse que mais de 90% deles já estavam mortos. Dos 91 000 prisioneiros alemães capturados em Stalingrado, metade iria morrer em uma marcha para campos de prisioneiros da Sibéria, outra parte morreria em cativeiro, devido as condições extremas de sobrevivência, apenas cerca de 6 000 voltaria para casa.

## Final

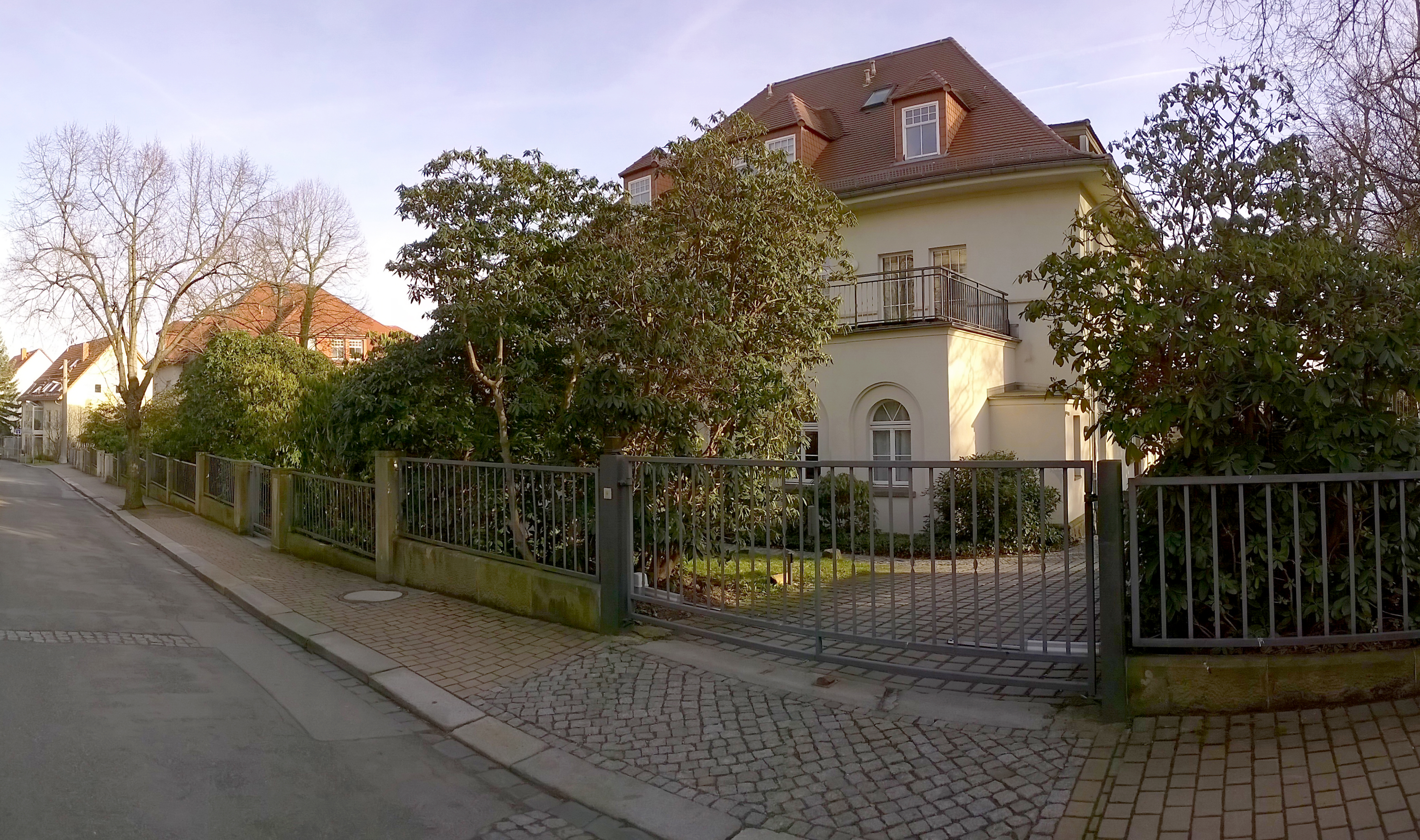
Villa Generalfeldmarschall Paulus - Dresden Oberloschwitz (2017)

Libertado, posteriormente, o marechal Paulus radicou-se na Alemanha Oriental, onde viveu até sua morte, em 1.º de fevereiro de 1957, havia desenvolvido uma doença motora que deixou seu lado direito paralisado. Seu corpo foi trazido para sepultamento em Baden Baden, ao lado de sua esposa, que morreu em 1947 sem nunca ter visto seu marido novamente.

## Citação
- Pergunte a ele (Paulus), se ele sabe que ele é um traidor. Pergunte se ele tirou documentos de cidadania russa!" — Hermann Göring pergunta ao seu advogado no Tribunal de Nuremberg.
- Mesmo quando você crer que algo parece claro… melhor pôr em dúvida e não se descuidar. Se alguém diz: “Isto é bom ou mau". Pergunte-lhe em voz baixa: para quem?[3]
- Durante a acusação o inquisidor soviético Roman Rudenko, interroga a testemunha Paulus:

Rudenko>> "Qual dos acusados participou ativamente no desenvolvimento da agressão contra a União Soviética?
Paulus >> "Dos acusados, os principais colaboradores e conselheiros militares de Hitler: o Chefe do Alto Comando da Wehrmacht, Wilhelm Keitel; o Chefe do Estado-Maior do Exército, Alfred Jodl; e Hermann Göring, na sua qualidade de Marechal do Reich, como comandante supremo da Luftwafe e como plenipotenciário da Economia Militar.